# A mis 33 años
A mis 33 años – trzynasty album studyjny hiszpańskiego piosenkarza Julio Iglesiasa, wydany w 1977 roku.

## Lista utworów
| 1.  | „Soy Un Truhán, Soy Un Señor”                        | 3:07  |
|     |                                                      |       |
| 2.  | „Sono Io”                                            | 4:19  |
|     |                                                      |       |
| 3.  | „Si Me Dejas No Vale (Si Mi Losci Non Vale)”         | 2:18  |
|     |                                                      |       |
| 4.  | „Por Un Poco De Tu Amor”                             | 2:58  |
|     |                                                      |       |
| 5.  | „Un Gorrion Sentimental (Domani E Un Giorno In Piu)” | 3:38  |
|     |                                                      |       |
| 6.  | „Seguire Mi Camino”                                  | 3:20  |
|     |                                                      |       |
| 7.  | „33 Años”                                            | 3:49  |
|     |                                                      |       |
| 8.  | „Cada Dia Mas”                                       | 3:13  |
|     |                                                      |       |
| 9.  | „¿Donde Estaras?”                                    | 3:06  |
|     |                                                      |       |
| 10. | „Goodbye Amore Mio (Goodbye A Modo Mio)”             | 3:28  |
|     |                                                      |       |
|     |                                                      | 33:16 |
|     |                                                      |       |